# Арантина
Арантина (порт. Arantina) — муниципалитет в Бразилии, входит в штат Минас-Жерайс. Составная часть мезорегиона Юг и юго-запад штата Минас-Жерайс. Входит в экономико-статистический микрорегион Андреландия. Население составляет 3104 человека на 2006 год. Занимает площадь 89,382 км². Плотность населения — 34,7 чел./км².
Праздник города — 1 марта.

## История
Город основан 1 марта 1962 года.

## Статистика
- Валовой внутренний продукт на 2003 год составляет 8 383 697,00 реалов (данные: Бразильский институт географии и статистики).
- Валовой внутренний продукт на душу населения на 2003 год составляет 2782,51 реалов (данные: Бразильский институт географии и статистики).
- Индекс развития человеческого потенциала на 2000 год составляет 0,736 (данные: Программа развития ООН).

## География
Климат местности: горный тропический.